# Вінцюк Тарас Климович
Тара́с Кли́мович Вінцю́к (нар. 10 березня 1939, Кульчин Ківерцівський р-ну Волинська обл. — † 29 травня 2012, Київ) — засновник напрямку теорії розпізнавання образів, автор фундаментальних праць у галузі аналізу, розпізнавання та розуміння мовленнєвих сигналів, ініціатор і організатор реалізації Державної науково-технічної програми «Образний комп'ютер». Голова наукової школи «Генеративна модель розпізнавання образів». Лауреат численних премій і нагород. Почесний член багатьох вітчизняних та іноземних академій. Засновник Асоціації обробки інформації та розпізнавання образів, яку і очолював до 2012 р.

## Біографія
Тарас Климович Вінцюк народився 10 березня 1939 року в с. Кульчин Волинської області в родині репресованих. У післявоєнні роки деякий час жив у дитячому будинку, виховувався в родичів. У 1956 році закінчив Жидичинську середню школу під Луцьком із золотою медаллю. У 1956–1961 р.р. навчався в Київському політехнічному інституті, який закінчив із відзнакою. Свій трудовий науковий шлях Тарас Климович розпочав у 1962 році на посаді інженера. А вже в 1988 році очолив відділ розпізнавання і синтезу звукових образів в Інституті кібернетики ім. В. М. Глушкова НАН України і Міжнародному науково-навчальному Центрі інформаційних технологій та систем (з 1997 р.).

## Діяльність
Широкого визнання набула генеративна модель розпізнавання образів, уперше сформульована й запропонована Тарасом Климовичем ще у 1967 році. Цей підхід, відомий у світі як Dynamic Time Warping (DTW), знайшов своє застосування не тільки в теорії розпізнавання мовленнєвих і зорових образів, але і в моделюванні нелінійних процесів у радіофізиці та в біоінформатиці. Подібна модель, відома як Hidden Markov Model (HMM), бере свій початок у 1973 році і є найбільш цитованою у світі. Обидві моделі — найбільш продуктивні в системах розпізнавання мовлення та займають провідні світові позиції.
Починаючи з кінця 60-х років минулого століття, під керівництвом Тараса Вінцюка розроблялися системи розпізнавання мовлення, було пройдено довгий шлях від систем усного діалогу на основі БЕСМ до портативних пристроїв із голосовим управлінням.
Наукові розробки Тараса Вінцюка відображені в більш ніж 300 роботах і двох монографіях, відмічені вищими нагородами ВДНГ СРСР, дипломами багатьох виставок. У складі авторських колективів йому були присуджені Державні премії України 1988 та 1997 років в області науки та техніки. Тарас Вінцюк є творцем концепції образного комп'ютера, яка лягла в основу Державної науково-технічної програми «Образний комп'ютер» (2000–2010 р.р.).
Тарас Климович був членом багатьох наукових товариств, входив у програмні комітети та редакційні колегії багатьох наукових конференцій та видань. Він заснував та незмінно очолював Українську асоціацію з обробки інформації та розпізнавання образів (УАсОІРО [Архівовано 29 червня 2013 у Wayback Machine.]). Починаючи з 1992 року, під його керівництвом пройшло 10 міжнародних конференцій з обробки сигналів і зображень та розпізнавання образів «УкрОбраз», видані збірки праць конференцій. Із 2004 року під керівництвом Тараса Климовича щороку проводилися літні школи-семінари, присвячені мовленнєвим технологіям.
Слід відзначити внесок Тараса Вінцюка в розвиток енциклопедичної справи. Він є автором багатьох статей ЕСУ в галузі кібернетики та обчислювальної техніки.

## Вшанування пам'яті
Сесія Жидичинської сільської ради Ківерцівського району з ініціативи депутата Тараса Висоцького назвала одну із вулиць на новому масиві в селі Кульчин на честь видатного земляка Тараса Вінцюка.